# Нерчинская секретная экспедиция
Нерчинская секретная экспедиция 1753—1765 годов явилась непосредственным продолжением деятельности Второй Камчатской экспедиции, закрытой в 1743 году. Названа Нерчинской по местопребыванию её начальника.

## Возобновление Второй Камчатской экспедиции
В июне 1753 года сибирский губернатор генерал-лейтенант В. А. Мятлев по поручению Сената подготовил представление о возобновлении Камчатской экспедиции и строительстве в устье Амура верфи и военно-морской базы.
Мятлев справедливо полагал, что доставка хлеба в Охотский и Удский остроги по Амуру обойдётся значительно дешевле, особенно если выращивать его в Нерчинском уезде, связанном по рекам Ингоде и Шилке с Амуром. На верфи в устье Амура он планировал построить не менее трёх фрегатов для обследования земель, лежащих к востоку от Камчатки.
25 июня 1753 года представление Мятлева было обсуждено на заседании Сената. Сенат передал в его распоряжение всех морских офицеров и служащих Второй Камчатской экспедиции, выделил необходимые для обследования рек Ингоды, Аргуни и Амура приборы и геодезистов, а также приказал открыть навигационные школы в Иркутске и Нерчинске.

## Первоначальные успехи
В декабре 1753 года на должность экипажмейстера экспедиции Сенатом был утверждён Ф. И. Соймонов, а в феврале 1754 года вслед за В. А. Мятлевым он выехал из Москвы в Иркутск. 1 августа Соймонов открыл в Иркутске навигационную школу. В ней обучалось 32 человека. В программу подготовки учащихся входили арифметика, черчение, геометрия, геодезия, архитектура, судостроение и мореходство. Позже в школе стали преподавать и иностранные языки, среди которых особое внимание уделялось японскому.
В сентябре 1754 года Соймонов обследовал реки Ингоду и Шилку, собрал сведения об Амуре. Сибирский губернатор Мятлев доложил Сенату о достигнутых Нерчинской экспедицией результатах:
1) проведён осмотр и описание сухопутного и водного пути от Иркутска до Нерчинска;
2) составлено описание и оценка лесов, пригодных для строительства морских и речных судов, в бассейне рек Нерчи, Ингоды, Шилки и Онона с притоками;
3) разработан план осмотра и описания Амура;
4) изготовлены планы и карты описанных мест.
18 августа 1754 года Сенат дал Сибирскому приказу секретный указ о переселении на плодородные земли Нерчинского уезда нерегулярных казаков с жёнами и детьми для развития там хлебопашества. Соймонов пытался наладить производство железа для нужд экспедиции и сам участвовал в поисках месторождений. Сохранилось представление Мятлева в Сенат об организации добычи и выплавки найденной в Нерчинском уезде железной руды.
В 1755 году Соймонов открыл «навигацкую» школу в Нерчинске, где сначала преподавал сам. В ней обучалось 35 учеников тем же предметам, что и в Иркутской школе. За время существования Нерчинской школы с 1755 по 1765 год. в ней обучалось 140 человек, из которых 3 поступили в секретную экспедицию, 6 человек были отправлены в Охотск на штурманскую работу, 36 определены в горное ведомство, 23 — в драгуны, 13 — на нерчинские заводы, 7 из-за неспособности к наукам отданы в мастеровые, 8 отчислены по болезни, 5 умерли, а 39 были переведены в Иркутскую школу навигации и геодезии.

## Противодействие Цинской империи
В середине 1755 года неожиданное происшествие заставило Мятлева и Соймонова приостановить, а затем и вовсе отменить выполнение главной задачи экспедиции, связанной с плаванием по Амуру. В январе 1755 года китайцы привезли на Цурухайтуйский форпост и сдали русским властям перебежчика, бывшего каторжника М. И. Шульгина. В ходе следствия выяснилось, что Шульгин жил в Нерчинске, когда туда прибыл и начал свою бурную деятельность Соймонов. Шульгин услышал от кого-то из местных жителей, что летом 1755 года Соймонов намерен с четырьмя полками солдат и пушками сплавиться по Амуру и захватить стоящий против устья реки Зеи китайский город Айгунь (современный г. Хэйхэ). Вполне возможно, что Шульгин сам придумал всё это, потому что бежал из Нерчинска по Амуру в Айгунь, надеясь, что китайцы наградят его за эти сведения и оставят жить у себя. Поскольку о происшествии наверняка доложили в Пекин, любая попытка сплава по Амуру выглядела бы теперь враждебной по отношению к Цинской империи. Были предприняты шаги получить согласие на открытие навигации по Амуру у цинского императора. В январе 1757 году в Пекин отправился курьером опытный дипломат В. Ф. Братищев. Его миссия окончилась неудачно. Император категорически отказался разрешить плавание русских судов по Амуру, выдвинув в качестве предлога отсутствие соответствующей статьи в Кяхтинском договоре между Россией и Китаем 1727 года. Между тем главе русской духовной миссии в Пекине А. Юматову удалось узнать от миссионера-иезуита Сигизмунда, что на самом деле пропуск судов недозволен китайцами из-за опасений, как бы россияне «… не завладели оной, по примеру города Албазина».
12 мая 1758 года в Петербурге был получен официальный отказ правительства Китая в использовании Россией Амура. Тем не менее, заняв выжидательную позицию в вопросе о плавании судов по Амуру, русское правительство не отменило секретную Нерчинскую экспедицию, а сделало её главными задачами другие.

## Сворачивание экспедиции из-за угрозы «кяхтинской торговле»
Начатое в Нерчинске строительство судов было ограничено строительством «ластовых» (вёсельных) судов. В связи с изменением направления деятельности экспедиции, разведывались и другие места для постройки судов, помимо устья Нерчи, на реках Ингоде, Шилке и Хилок.
14 марта 1757 года вышел указ о производстве Ф. И. Соймонова в тайные советники и назначении его губернатором Сибири. 14 июня того же года Ф. И. Соймонов навсегда покинул Нерчинск. С тех пор экспедицию возглавляли его сын М. Ф. Соймонов, прапорщик Солнцев, капитан П. Бегунов, а позже И. Бритов.
Тем временем русско-китайские отношения стремительно ухудшались. В апреле 1762 года торговля в Кяхте была запрещена китайской стороной, хотя неофициально продолжалась, а в 1764 году цинские власти предложили китайским купцам покинуть Маймайчэн — торговую слободу, расположенную против Кяхты. Во избежание недоразумений, в марте 1764 года по указу Сената экспедиция была переведена в Иркутск, а 17 июня 1765 года возобновлённая Камчатская, или Нерчинская секретная, экспедиция была упразднена.

## Последствия
Перестав быть непосредственным руководителем экспедиции, уже как сибирский губернатор, Ф. И. Соймонов, вплоть до своей отставки в 1766 году, делал всё возможное для достижения её конечных целей, используя для этого порты Анадыря и Охотска. Именно он стал организатором выдающихся географических исследований Тихого океана, северо-западного побережья Америки и Аляски, Алеутских и Курильских островов. В 1760—1762 годах при поддержке Ф. И. Соймонова впервые после закрытия Второй Камчатской экспедиции (1743 год) совершил плавание к берегам Аляски иркутский купец И. Бечевин. В то же время была сделана попытка устюжских купцов А. Бахова и Н. Шалаурова найти путь из устья Лены к Алеутским островам.
Наиболее крупное географическое открытие в эти годы было сделано в ходе плавания 1758—1762 годах судна «Иулиан» из экспедиции под руководством опытного моряка С. Г. Глотова и сборщика ясака казака С. Т. Пономарёва. Им удалось открыть самые близкие к Аляске острова Алеутской гряды — Лисьи, которые местные жители называли Умнак и Уналаш. В 1760 году купцом Андреяном Толстых на судне «Андреян и Наталья» были открыты Средние Алеутские острова: Адак, Амля, Атха, Канага, Танага и Четхина, названные в 1764 году в его честь Андреянскими.
Одновременно с плаваниями промышленников по Тихому океану развернулась оживлённая деятельность созданной Ф. И. Соймоновым Анадырской экспедиции. Карты и описания Северо-Восточной Азии и Северной Америки, составленные начальником экспедиции подполковником Ф. Х. Плениснером и талантливым самоучкой чукчей Николаем Дауркиным, получившим за свои труды дворянское звание, подвели итог важного и яркого этапа в развитии географических знаний и освоении этих земель.